# Kurcsatov Intézet
A Kurcsatov Intézet (oroszul: „Национальный исследовательский центр «Курчатовский институт»”) Oroszország vezető kutatási és fejlesztési intézete a nukleáris energia szakterületén. A szovjet időkben I. V. Kurcsatov Atomenergia Intézet (oroszul: „Институт Атомной Энергии им. И.В. Курчатова”) /rövidítve КИАЭ/ néven volt ismert. Igor Vasziljevics Kurcsatovról nevezték el. 

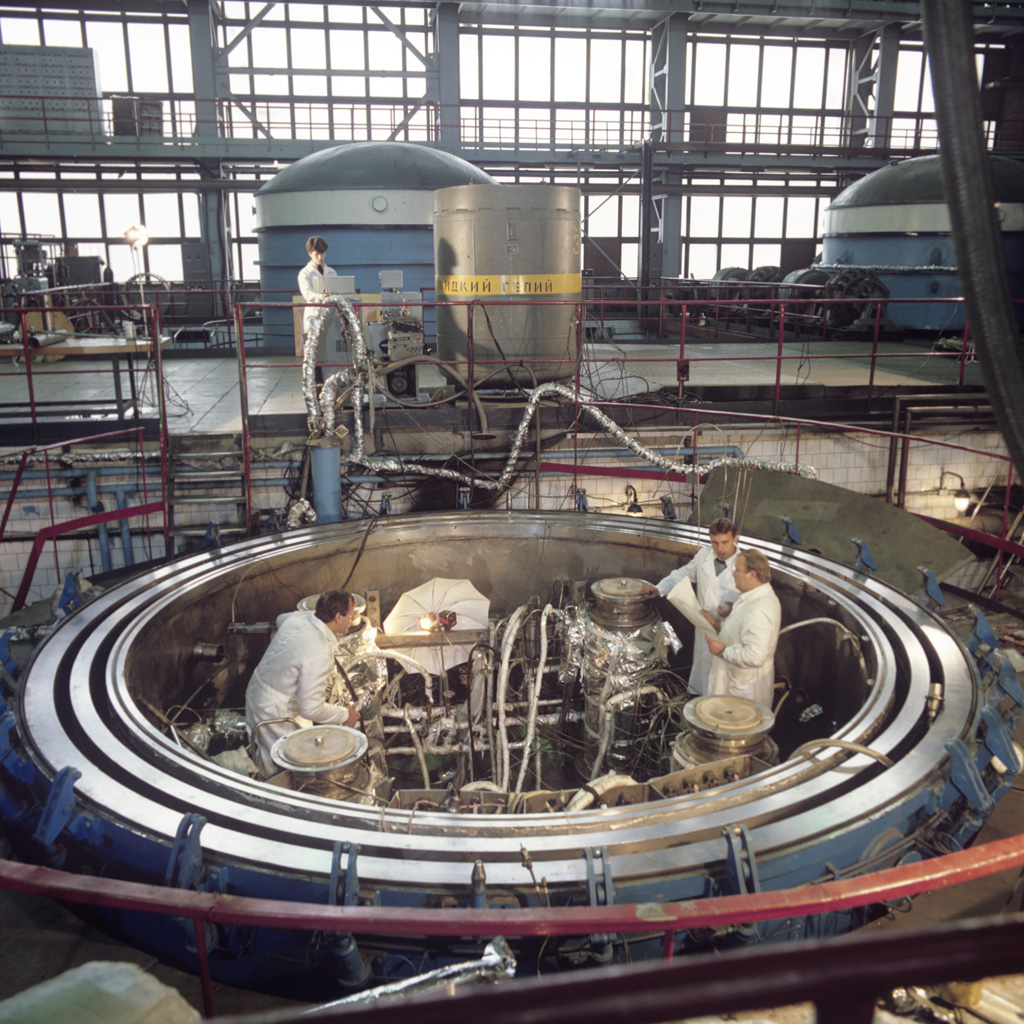
Tokamak

Moszkvában található. 

## Története
1955-ig titkos nevén a Szovjetunió Tudományos Akadémiája 2. sz. Laboratóriumaként ismerték. A Kurcsatov Intézetet 1943-ban alapították. A szovjet nukleáris reaktorok többségét a Kurcsatov Intézetben tervezték. 1991-től 2010-ig a Kurcsatov Intézetet Orosz Tudományos Központ státuszban jegyezték (oroszul: Роcсийский научный центр "Курчатовский Институт" / РHЦ "Курчатовский Институт").